# Джамшеджі Тата
Джамшеджі Насарванджі Тата (англ. Jamsetji Neswanji Tata; гуджараті: જમશેદજી તાતા; хінді: जमशेदजी टाटा; 3 березня 1839, Навсарі, Гуджарат — 19 травня 1904, Бад-Наугайм, Німеччина) — індійський промисловець і бізнесмен, один з батьків індустріалізації Індії. Джамшеджі Тата є засновником найбільшої нині індійської корпорації Tata Group.

## Біографія
Джамшеджі Тата народився в невеликому містечку на півдні Гуджарата в сім'ї парсів. Його батьками були Нуссерванджі і Джіванбай Тата. Батько його, Нуссерванджі Тата, став першим бізнесменом в Індії з роду парських священнослужителів. Для заняття торгівлею він вибрав Бомбей, куди і переїхав з родиною. До цього часу Джамджеші Тата виповнюється 14 років і він вступає в бомбейський коледж Ельфінстоун. Ще під час навчання там юнак одружується з Хірабаї Дабу. У 1858 році він закінчує коледж йде на роботу в торгову фірму свого батька. У 1868 році Дж. Тата відділяється від батьківського підприємства і створює власне торгове товариство з початковим капіталом в 21 000 рупій. У наступному році він купує збанкрутілий олійний млин в Чінчпоклі, перебудовує його в бавовняний млин і потім, в 1871 році продає з великим прибутком. У 1874 році будує ще один бавовняний млин в Нагпурі і в січня 1877 нарікає її «Empress Mill» — на честь прийняття королевою Вікторією цьогоріч титулу імператриці Індії. Зі створенням цього підприємства Дж. Тата заклав основи сучасного текстильного виробництва в Індії.
Період, що почався з будівництва підприємства Empress Mill був найбільш успішним у діяльності Дж. Тата. Саме тоді і в наступні 30 років він закладає основи майбутньої промислової імперії — Tata Group. Метою свого життя бізнесмен поставив здійснення трьох найважливіших завдань в Індії:
- Заснування великого сталеплавильного концерну,
- Створення вищого навчального закладу, який не поступається найкращим університетам Заходу,
- Будівництво гідроелектростанції.

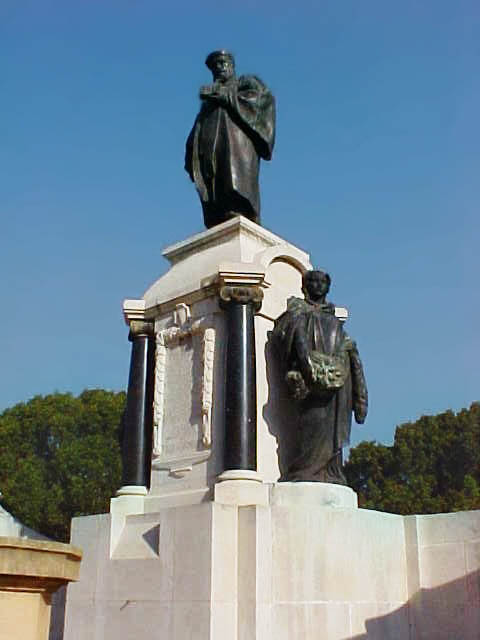
Пам'ятник засновникові IISc Дж. Тата в Бангалорі

Самому Дж. Тата не вдалося втілити в життя всі три завдання, проте завдяки його наполегливості та наполегливій праці всі вони були виконані його нащадками і спадкоємцями в промисловій групі Тата:
- Tata Steel — перша в Азії і найбільша в Індії приватна корпорація по виплавці заліза і сталі. Виробляє 4 млн тонн сталі щорічно.
- Індійський науковий інститут (IISc) — навчальний та дослідницький інститут в Бангалорі, в якому працює 2000 фахівців у 48 наукових відділах і лабораторіях.
- Tata Power — найбільша в Індії приватна компанія з виробництва електроенергії (загальна вироблена потужність — понад 2300 МВт).

До одних з найбільш примітних проектів Дж. Тата слід віднести будівництво грандіозного історичного готелю Тадж Махал Палас в 1903 році в Бомбеї (нині — Мумбаї). Готель був відкритий 16 грудня 1903 року; його зведення обійшлося приблизно в 421 млн рупій.
Дж. Тата був патріотом своєї країни. Він підтримував тісні зв'язки з такими борцями за незалежність батьківщини, як Дадабхай Наороджі і Ферозшах Мехта. Пов'язував досягнення незалежності Індії з створенням потужної національної промисловості та економічної її незалежністю.
Джамшеджі Тата був першим етнічним індійцем, який володів власним легковим автомобілем (у 1901 році). Під час своєї поїздки по Індії Марк Твен зустрічався з Джамджеші Тата в Бомбеї.
На честь Дж. Тата названо місто Джамшедпур.